# 〜週刊シティプロモーション〜ご当地サタデー♪
『〜週刊シティプロモーション〜ご当地サタデー♪』（しゅうかんシティプロモーション ごとうちサタデー）は、J:COMチャンネルで2015年10月3日から毎週土曜日14:00 - 14:30に放送されているバラエティ番組である。略称はごとサタ、ご当地サタデーなど。かつては毎週土曜日14:00 - 15:00に生放送されていた。

## 出演者

### MC
- 八木亜希子[2]

## 過去の放送
| 放送日         | 放送された地域   | ゲスト                                   |
| -------------- | ---------------- | ---------------------------------------- |
| 2015年10月3日  | 神奈川県         | 榊原郁恵、黒岩祐治                       |
| 2015年10月10日 | 東京都中野区     | 花田虎上                                 |
| 2015年10月17日 | 埼玉県さいたま市 | 辻よしなり                               |
| 2015年10月24日 | 埼玉県さいたま市 | 高橋由美子                               |
| 2015年10月31日 | 東京都世田谷区   | 藤田朋子                                 |
| 2015年11月7日  | 神奈川県秦野市   | 合田雅吏                                 |
| 2015年11月14日 | 東京都杉並区     | 熊谷真実                                 |
| 2015年11月21日 | 東京都国立市     | はいだしょうこ                           |
| 2015年11月28日 | 神奈川県逗子市   | 山田邦子                                 |
| 2015年12月5日  | 千葉県千葉市     | 小島よしお                               |
| 2015年12月12日 | 神奈川県小田原市 | 小宮孝泰                                 |
| 2015年12月19日 | 神奈川県相模原市 | 片山右京、吉倉あおい                     |
| 2016年1月2日   | 総集編           | -                                        |
| 2016年1月16日  | 東京都西東京市   | 今泉清                                   |
| 2016年1月23日  | 熊本県熊本市     | 宮崎美子                                 |
| 2016年1月30日  | 千葉県木更津市   | 中尾彬                                   |
| 2016年2月6日   | 千葉県浦安市     | 宮澤ミシェル                             |
| 2016年2月13日  | 埼玉県三郷市     | 内田夕夜、嶺井美穂                       |
| 2016年2月20日  | 埼玉県ふじみ野市 | 新田恵利                                 |
| 2016年2月27日  | 東京都立川市     | 木根尚登                                 |
| 2016年3月12日  | 東京都町田市     | 渡辺裕太                                 |
| 2016年3月19日  | 東京都府中市     | 松本莉緒                                 |
| 2016年3月26日  | 東京都墨田区     | 葛飾ふとめ・ぎょろめ                     |
| 2016年4月2日   | 埼玉県春日部市   | 井田寛子                                 |
| 2016年4月9日   | 神奈川県川崎市   | ルー大柴                                 |
| 2016年4月16日  | 東京都台東区     | 林家正蔵                                 |
| 2016年4月23日  | 東京都日野市     | ねづっち                                 |
| 2016年4月30日  | 東京都調布市     | いちむじん                               |
| 2016年5月7日   | 千葉県船橋市     | 吉木りさ                                 |
| 2016年5月14日  | 群馬県高崎市     | JOY                                      |
| 2016年5月21日  | 埼玉県八潮市     | ムトウユージ                             |
| 2016年5月28日  | 東京都葛飾区     | 内山信二、デスペラード武井志門、ですよ。 |
| 2016年6月4日   | 神奈川県葉山町   | 宮本和知                                 |
| 2016年6月11日  | 埼玉県桶川市     | 三遊亭遊馬                               |
| 2016年6月18日  | 神奈川県南足柄市 | 勝又悠                                   |
| 2016年6月25日  | 神奈川県海老名市 | 宮地眞理子                               |

## 放送時間
放送
- 毎週土曜日 14:00 - 14:30
- かつては、毎週土曜日 14:00 - 15:00に生放送。

再放送
- 毎週土曜日 21:00 - 21:30
- 毎週日曜日 14:00 - 15:30 ほか